# Chaitawat Tulathon
Chaithawat Tulathon (thaï : ชัยธวัช ตุลาธน), né le 15 octobre 1978 à Songkhla, est un homme politique thaïlandais.
Membre du Nouvel avenir à partir de 2018, puis de son successeur, Aller de l'avant, il en est le secrétaire de mars 2020 à septembre 2023, de septembre 2023 à août 2024. 
Il est ensuite élu, en 2023, membre de la Chambre des représentants sur liste de son parti. À la suite de l'arrivée en tête d'Aller de l'avant aux élections, il en est son principal représentant et coordinateur pour la formation d'un gouvernement de coalition.
Il est élu le 23 septembre 2023 chef du parti, succédant ainsi à Pita Limjaroenrat, avec 330 voix en sa faveur et 5 contre. Il est, par la suite, nommé chef de l'opposition à la Chambre des représentants le 17 décembre 2023.
Le 7 août 2024, à la suite de la dissolution du parti, il est déclaré inéligible à la politique par la Cour constitutionnelle pour 10 ans,.